# 戦律のストラタス
『戦律のストラタス』（せんりつのストラタス）は、コナミデジタルエンタテインメントより2011年10月27日に発売されたPlayStation Portable用ゲーム。

## 概要
河野一二三が監督・脚本を務めたオリジナル作品。地球に襲来した肉体を持たない情報生命体「ミーム」との絶望的な戦いを描く、アクションアドベンチャーゲームである。プレイヤーは主人公・九断征四郎や彼が所属する戦闘部隊・帝特六機のメンバーとなり、街を探索して敵を倒したり人々から情報を集め、最後は戦術殻「アラバキ」を操作して、敵の巨大兵器である「特異点」を倒すことが目的となる。
セル画調のアニメを織り交ぜながら描かれるストーリーは全9話で、1話毎にオープニング→本編→エンディング→次回予告という構成になっている。

## システム
本作はいくつかのモードに分けられている。エピソード開始からストーリーを進めると「防衛モード」が開始される。防衛モードで集めた情報を元に上申書を作成した後、ボス戦である「殲滅モード」に突入する。

### 防衛モード
各章のメインとなるアクションステージ。市街地や基地内を探索して情報収集を行う。市街地には敵である「子体」が蔓延っており、これらを倒しながら探索していく。各地に逃げ遅れた市民（逃げようとしていない者も多い）や軍人が居るので、彼等から主に情報を得ることになる。また、中ボスである巨大な子体も存在し、倒さなければ先には進めない。
攻撃は小攻撃と大攻撃が可能。敵に攻撃を当てると「テンションゲージ」が上昇し、最大まで溜めることで必殺技を放てる。
このモードでは主人公以外にも2人まで仲間を連れて行けるが、それぞれ特性が異なるので使い分ける必要がある。一度に操作できるのは1人だけだが、テンションゲージが溜まっている仲間とは必殺技の連携が可能。また、待機中の仲間はHPが徐々に回復する。

### 上申書作成
防衛モードで得た情報から上申書を作成する。「特異点」に関する情報をまとめ、承認されれば殲滅モードに移行する。必要な情報は決まっており、情報が不足していたり、余計な情報を書き込むと却下される。申請の度に少量の勲功値が必要。
余計な情報が入っていた場合は「不確定要素があります」と、余計な情報は無いが必要な情報が不足していた場合は「情報不足です」とそれぞれ表示されるので、そこからその情報を書き込むか推測することになる。防衛モードでは様々な情報が手に入るが、基本的に必要なのはボスの特徴や弱点に関係する情報である。
なお、その章に登場する子体の全種類（ザコ、中ボス問わず）をそれぞれ最低1体は倒してないと、上申書の作成はできない。

### 殲滅モード
戦術殻「アラバキ」に搭乗し、ボスキャラである「特異点」と対決する。攻撃方法は変わるが、基本は生身の時と操作に大きな違いは無い。
最初はただ闇雲に攻撃すれば良いわけではなく、作戦に従って行動し、弱点を攻撃するチャンスを作り出す必要がある。
殲滅モードにはテンションゲージの代わりに「ドーピングテンションゲージ」というゲージが存在し、時間と共に上昇する。このゲージによって戦術殻は起動時の「アイドリングモード」から「ドライブモード」→「エクスプロージョンモード」へと3段階に変化し、段階が上がる毎に戦術殻の性能が向上する。しかし、最大まで溜まると無条件で敗北となってしまう。エクスプロージョンモードの時のみ最終兵器「ディスラプター」が使用可能となるが、使用後は一定時間動けなくなるため、トドメの一撃に使うのが望ましい。
また、仲間の1人をサポーターとして選択できる。戦闘中に状況を知らせてくれると同時に、「防御力が上がる」「勲功値が増える」「ドーピングテンションゲージの上昇を抑える」といったように、その仲間に応じた恩恵を受けられる。

### その他
勲功値
敵を倒したり市民を救助すると勲功値が得られる。また、特異点撃破時にも特別報酬として支払われる。これらはアイテムや装備品の支給、パラメーターの上昇の際に変換される。いわゆる、お金のようなもの。
人口カウンター
国民の総人口を表すメーター。主人公たちがダメージを受けると減少する。ステージ中はどんどん減少するため、一見すると時間と共に減るようにも見えるが、これは判定から一定時間掛けて減少させているためであり、実際は（イベントを除いて）主人公たちがダメージを受けない限り急激に減ることは無い。
ゲームそのものには影響しないが、最終的な数値はエンディングにランキング形式で表示され、特典の解除にも判定される。

## 登場人物
九断征四郎（くだん せいしろう）
声 - 宮野真守
本作の主人公。18歳。3年前にミームの襲撃によって妹を失い、自身もミームに侵食された「汚染者」となる。その後、政府の隔離施設で実験体まがいの生活を送っていたが、特異点襲来の際に脱走。軍の策略によって強制的に帝特六機に編入させられ、軍や国に不信感を抱きながらもミームとの戦いに身を投じる事となる。当初は明確な意思も目的も無くただ流されるがままに戦っていたが、数々の戦闘や仲間達との交流を通じて次第に自分なりの戦う意味を見出していく。武器は日本刀。
物語初期は八神の後任としてアラバキに搭乗していたが、中盤からは征四郎専用機の「シン・アラバキ」に乗り換える。
鷹乃巣禊（たかのす みそぎ）
声 - 遠藤綾
本作のヒロイン。鷹乃巣公爵家の令嬢。祖父が創設した帝特六機の司令に就任した。17歳。対生体侵攻兵器戦の先頭に立っている為、常に張り詰めた態度を取っている。
当初はその高圧的とも取れる言動や冷徹な態度の所為で征四郎との関係は険悪だったが、幾つかの事件を機に打ち解けていく。それに伴い、任務外では彼の事を下の名前で呼ぶ。
汚染者ではない非戦闘員なので本編中は戦闘には参加しないが、条件を満たしてゲームをクリアすると使用可能となる。武器は短銃。
八神拓海（やがみ たくみ）
声 - 石田彰
帝特六機の少尉。26歳。鷹乃巣の分家出身であり、禊の幼馴染。物語冒頭でアラバキに搭乗し、特異点と戦うが敗北。その時の怪我、アラバキ搭乗による負荷で廃人と化す。その後、ミームが基地を襲撃した際に殺害されるが…。
東剛弘（あずま たかひろ）
声 - 大川透
六機直接戦闘員部隊の隊長。31歳。地質剛健な武人で、部下からの信頼も厚い。しかしミームが基地を強襲した際、人質に取られた笹原を救う為に素手で単眼兵に挑み、奮闘虚しく死亡。笹原も宇佐美も戦死した為、事件後は征四郎が東の後任として隊長に就く。共に戦った期間は短かったが、彼の存在は征四郎に大きな影響を与えていた模様。武器はショットガン。
笹原七瀬（ささはら ななせ）
声 - 生天目仁美
帝特六機のメンバー。20歳。凛々しく、しっかりものかつ男前な性格で、必要以上に面倒を見るお姉さん。序盤のミーム強襲の際、単眼兵に殺害されるが、二周目以降は生存させる事ができる。武器はサブマシンガン。
宇佐美洵（うさみ まこと）
声 - 梶裕貴
帝特六機のメンバー。童顔で中学生ぐらいに見える、23歳の男。いつも笑顔で飄々としているが、人の話を聞いているようで全然聞いていない。ミーム強襲の際に基地内隔離壁直下で単眼兵に捕らえられてしまい、自らが挟まれることを覚悟で隔離壁を起動、単眼兵を道連れに隔離壁に潰され圧死。二周目以降は生存させる事ができる。武器はナイフ。
茅ヶ崎蒼太（ちがさき そうた）
声 - 中井和哉
元テキ屋の兄ちゃん。20歳。一見たこ焼き屋だが、実は汚染者であり後に六機へ編入。飄々としているが気の良い性格で、堅苦しい六機にも割と馴染んでいる。武器は手榴弾。
ジリア・ベシカレフ
声 - 戸松遥
北方民族の女性。19歳。後に征四郎の部下となるが、本人は納得していない。非常に口が悪く、すぐに人を「ハゲ」呼ばわりするが、彼女自身もデコが広く、必殺技発動時には額が光る演出が入る。小柄の体型に似合わず対戦車ライフルを扱う。
イグナート・ベシカレフ
声 - 星野貴紀
ジリアの弟、巨漢。性格も優しく誠実。18歳。武器は斧。
森本ひより（もりもと ひより）
声 - 山口理恵
禊のクラスメイト。16歳。おちゃらけた性格の今時女子高生だが、その正体は禊の監視役で「黒ネコ」のコードネームを持つ。武器は二丁拳銃。
一八式CO（ひとは）
声 - 緒方恵美
元々は六機の非戦闘要員だったが、ミーム戦にて瀕死の重傷を負う。その後、軍が開発中の一八式戦闘用義体を利用し、サイボーグ化手術を受けて復活した。18歳。
条件を満たした場合のみ登場し、仲間になる。但し、仲間になかった場合でもエンディングには普通に登場し、また、次周のプレイからは無条件で仲間にできる。
黒犬（くろいぬ）
声 - 福山潤
禊の護衛で日本拳法の使い手。18歳。鷹乃巣巌に大恩があり、彼の命令には忠実に従う。常に何かを睨むかのような目つきで無口。
有料コンテンツである『第1話先行体験版』のクリアデータをコンバートした場合のみ仲間になる。
小清水悠馬（こしみず ゆうま）
声 - 置鮎龍太郎
六機の科学者。アラバキを初めとする超技術の開発中心人物。27歳。作中では主に特異点との戦いにおいてその手腕を発揮する。絶対の自信家であり、天才を自称する上に他人を凡人呼ばわりする。その言動や行動には不可解な点が多い。
瀬戸武則（せと たけのり）
声 - 松田健一郎
企画院副総裁にして内閣総力戦研究所のメンバー。52歳。六機に出向し、禊の参謀役を務める。
小出トキオ（こいで トキオ）
声 - 新垣樽助
六機作戦本部のオペレーター。24歳。機関への忠誠心は強いが、普段はチャラ男。
麻井由比（あさい ゆい）
声 - 豊崎愛生
六機作戦本部のオペレーター。22歳。アニメ声であり、作戦中はキリっとしているものの普段はのほほんとした喋り方をする。
鷹乃巣巌（たかのす いわお）
声 - 麦人
1986年5月30日生まれ。
禊の祖父。72歳。元老院の最高責任者であり、帝特六機を立ち上げた人物である。
九断命（くだん めい）
声 - 能登麻美子
征四郎の妹。早くに両親を失い、兄を慕っていた。三年前にミームの襲撃で汚染者となり、絶望感からミームと同化した。享年14。

## スタッフ
- プロデューサー - 向峠慎吾
- シナリオ・ディレクション - 河野一二三
- キャラクターデザイン - エナミカツミ
- アニメーション制作 - サテライト
- ロボットデザイン - 石垣純哉
- メカニカルデザイン - 寺岡賢司

## 主題歌
オープニングテーマ「eternal blue」
作詞・作曲・編曲 - 梶浦由記 / 歌 - FictionJunction
エンディングテーマ「Embrace the Night」
作詞 - 山口理恵 / 作曲・編曲 - 柿島伸次 / 歌 - 山口理恵
アルバム「アンジュの弦想」収録曲

## 関連商品
ドラマCD 戦律のストラタス零
公式サイトで公開されたラジオドラマをCD化したもの。コナミスタイル専売。
パチスロ 戦律のストラタス
高砂電器産業（後のコナミアミューズメント）から2014年9月稼働。